# Рослер-Європорт

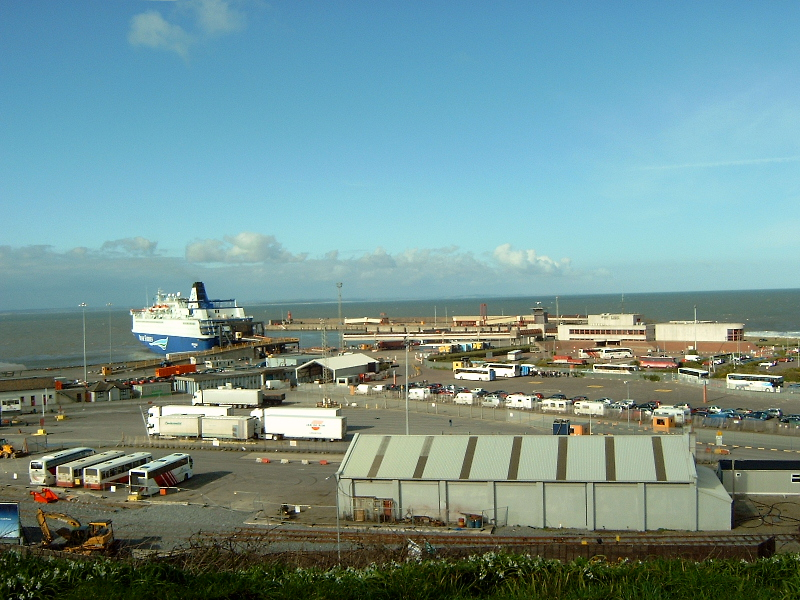
Рослер-Європорт з поромом Оскар Уайльд компанії Irish Ferries в доках

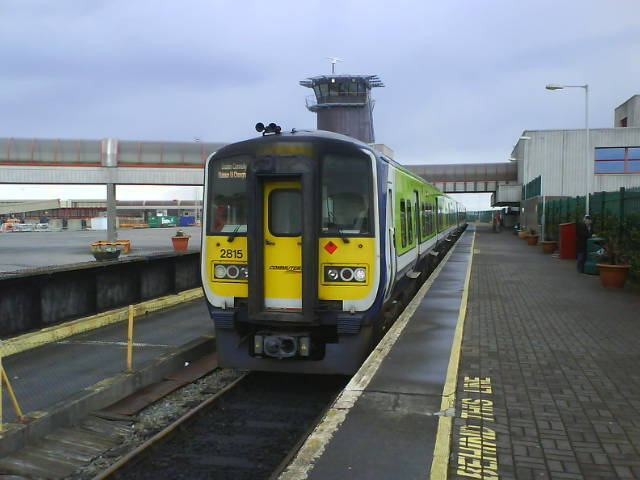
Залізнична станція Рослер-Європорт

52°15′20″ пн. ш. 6°20′04″ зх. д. / 52.25556° пн. ш. 6.33444° зх. д.
Рослер-Європорт (англ. Rosslare Europort, ірл. Calafort Ros Láir) — сучасний морський порт розташований у Баллігірі, графство Вексфорд, на південно-східному узбережжі Ірландії. Головним чином, порт спеціалізується на обслуговуванні вантажних і пасажирських поромів у Велику Британію і Францію. Колишня назва порту Рослер-Харбор.

## Структура і власники
Керівництво портом здійснює компанія Iarnród Éireann, національний оператор ірландських залізниць. Залізнична станція Рослер-Європорт знаходиться за 1 км від портових доків і забезпечує прямий доступ до поїздів до Вотерфорда і Дубліна. Основними клієнтами порту є судноплавні компанії Stena Line, Irish Ferries і Celtic Link.

## Опис
На початок XXI сторіччя порт має чотири причали.. Поромне сполучення пов'язує порт з портами: Фішгард, Пембрук-Док в Уельсі та Шербур, Роскофф у Франції. До 19 вересня 2010 р порт обслуговував вантажні перевезення у Гавр, але тепер цей потік був перенаправлений також в Шербур.
Рослер-Європорт також активно використовується для імпортування автомобілів. Ангари основного імпортера в Ірландію нових автомашин знаходяться на території порту.
Значна частина території порту була відвойована у моря. Меліоративні роботи тривали аж до кінця 1990-х. У той час, з використанням драглайна, була зведена вся північно-західна частина морського порту. Модернізація об'єктів портової зони все ще триває, що сприяє збільшенню пасажиропотоку, в тому числі й мандрівників зі своїми автомобілями.
У будівлі термінала є бар, ресторан, крамниця, стійки замовлення автомобіля напрокат і стійки самих поромних компаній. Завдяки автобусному сполученню, порт пов'язаний з Вексфордом, Дубліном, Кірком і Лімериком.

### Автострада
Через місто та порт проходить європейський маршрут E 30. Ділянка даного маршруту має місцевий автодорожній номер — N25, який веде від морського термінала до об'їзної дороги міста Корк.

### Вантажний транзит
Вантажні перевезення вкрай важливий фактор для Рослер-Європорт. Щороку через нього проходить величезна кількість товарів, що ввозяться зі Сполученого Королівства та материка, тільки для того, щоб змінити судно та вирушити у треті країни.

### Кризові фактори початку XXI сторіччя
Після вступу Ірландії в Євросоюз, як наслідок скасування кордонів, пішов заборона на здійснення торгівлі портових магазинів Duty free. Це дуже сильно вдарило по дохідній частині бюджету порту і популярності дешевих одноденних турів в Уельс, оскільки більша частина мандрівників купували квитки тільки для можливості безподаткової скупки алкоголю і сигарет.
Порт, є вкрай чутливим до впливу погоди в Східній Атлантиці, також потерпає через шторми. Це призводить до скасування або перенесення морських рейсів. Особливо це торкається швидкохідний тип судів.